# Charles Waelbroeck

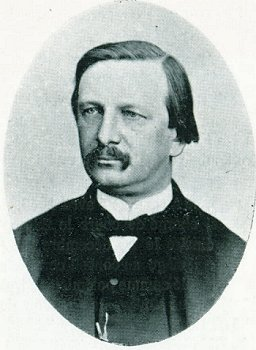

Charles-François Waelbroeck (Gent, 1 november 1824 - aldaar, 20 juli 1877) was een Belgisch advocaat, rechtsgeleerde, hoogleraar aan de Rijksuniversiteit Gent en liberaal politicus.

## Biografie
Na rechtenstudies aan de Rijksuniversiteit Gent schreef Charles Waelbroeck zich als advocaat in aan de balie van Gent. Als hoogleraar aan de universiteit werd hij in 1872 verkozen tot decaan van de rechtsfaculteit.
Naast zijn loopbaan in de advocatuur was hij ook publicist en journalist. Als progressief liberaal streed hij decennialang voor meer sociale rechtvaardigheid. Zijn progressieve ideeën, geïnspireerd door François Huet, werden opgepikt door figuren als Louis Varlez.
In 1875 werd hij verkozen tot gemeenteraadslid van Gent en in juli 1877 werd hij schepen van Openbaar Onderwijs en Schone Kunsten onder burgemeester Charles de Kerchove. Nog geen twee weken later overleed hij echter.
Zijn twee zonen met zijn vrouw, Hortense Caussin, waren Georges (1853-1917) en Ernest (185?-1906), en werden beide juristen. Georges huwde met een dochter van Hippolyte Rolin. Zijn kleinzoon Pierre Waelbroeck (1891-1944) huwde met een kleindochter van Louis Varlez en Remi De Ridder.